# A kalandos Simplicissimus
A kalandos Simplicissimus (eredeti címe Der abenteuerliche Simplicissimus Teutsch) Hans Jakob Christoffel von Grimmelshausen német író 1668-ban megjelent regénye, a német barokk nagyszabású alkotása.

## Cselekménye
|  | Alább a cselekmény részletei következnek! |

Az első személyben előadott történet egy spessarti családi tanyáról indul, melyet katonák rohannak le és kegyetlenül feldúlnak. A kisfiú egy remeténél talál menedéket, aki a naiv gyermeket Simplicissimusnak nevezi el (nagyjából: Jámborka), és írni-olvasni tanítja. A remete halála után Hanau erődjébe kerül, ahol a kormányzó udvarában együgyűséget színlel, és borjúbőr ruhában, csörgősipkával a fején kénytelen vállalni az udvari bolond szerepét; közben megtanítják lanton játszani.
Az erődöt ellenség támadja meg; hősünk egy Magdeburg melletti német katonai táborba kerül. Barátságot köt új pártfogója fiával, Ulrichhal, aki azonban hamarosan elmenekül, mert lopással vádolják. Simplicissimus egy alkalommal női ruhába öltözik, így sikamlós helyzetekbe keveredik, és kémkedéssel gyanúsítják. A kínvallatástól csak a svédek támadása menti meg, mert a hozzájuk beállt barátja, Ulrich kiszabadítja.
Újabb gazdája egy kolostor őrzését bízza rá, és halálakor ráhagyja javait azzal a feltétellel, hogy a fiú beáll a helyére katonának (lovagnak). Simplicissimus katonai „karriert” csinál: bátran harcol, öl, rabol, és híres lovag válik belőle. Egy alkalommal kincset talál, és egy kölni kereskedőnél helyezi el. Visszafelé svédek fogságába esik; kapitányuk felismeri a híres lovagot, és amikor rajtakapja őt a lányával, házasságra kényszeríti. A házassághoz szükséges pénzért hősünk hiába megy vissza Kölnbe, mert a kereskedő időközben csődbe jutott.
Simplicissimus következő útja Párizsba vezet. Lantjátékával meghódítja közönségét, fellép a Louvre színielőadásain, igazi szépfiú lesz, de mindenből kiábrándul és megszökik. Az úton elkapja a himlőt: sebhelyes lesz, hangja elmegy, haja kihullik, parókaviselésre kényszerül. Kirabolják, újból foglyul ejtik, és katonáskodásra kényszerül; martalócok, rablók bandájába kerül. Újból találkozik Ulrichhal, akit gyógykezelésére elkísér Badenbe, majd Bécsbe, ahol barátja kapitányi rangot vásárol számára. Közben hírt kap felesége haláláról, de barátja is hamarosan meghal, mert irigyei a seregnél megmérgezik. Simplicissimus másodszor is megnősül, de hamarosan új, részeges felesége is meghal.
Egy csodatévő kő lehetővé teszi, hogy lemerüljön a hegyi tóba a víz alatti világ királyához; egy újabb varázserejű kő segítségével remél meggazdagodni. A falut azonban svédek támadják meg; ezredesük gazdagságot ígér neki és egész csapatot bíz rá, csak hogy beálljon hozzájuk. A svédekkel eljut Moszkvába, de az ezredes elhagyja. Simplicissimus az orosz cár foglyaként lőpormalmokat épít, majd a Volgán Asztrahany felé hajózva tatárok ejtik foglyul, és Korea királyának ajándékozzák. Onnan Japánon át a portugál Makaóra veti a sors, azután kalózok Konstantinápolyba viszik, és eladják gályarabnak. Szerencsésen kiszabadul, és hazakeveredik Scharzwaldra.
Három évig járta a világot; visszanézve életére elhatározza, hogy remete lesz. Remetelakját elhagyva még egy zarándokútra indul, ám Egyiptomban rablók fogságába esik. Később egy portugál hajón utazik, amely viharba kerül, és csak ketten menekülnek meg róla: ő és egy hajóács. Elhagyott szigetre jutnak, Robinzon-szerű életet élnek, de az ács is hamarosan meghal. Amikor arra vetődik egy holland hajó, Simplicissimus átadja pálmalevelekre írt élettörténetét a kapitánynak, de ő ott marad a szigeten egyedül; nem kíván visszatérni az emberek közé.
|  | Itt a vége a cselekmény részletezésének! |

## Helye az irodalomtörténetben
Grimmelshausen Simplicissimusa pikareszk regény irodalmi vonalához tartozik, a német barokk nagyszabású, világirodalomba nyúló alkotása. Bár az író a pikareszk regény hagyományait követte, de egyénisége áttört a műfaj hagyományos korlátain. Regényét részben személyes élményeiből építette fel és jámbor csirkefogójának, Simplicissimusnak alakja köré riasztó képekben megrajzolta a harmincéves háború Németországának kísérteties képét. Hőse végigszenvedi az öncélú katonaélet minden kegyetlenségét, míg végül megundorodik az élettől és elvonul az emberek elől. A regény alaphangulatát ugyanaz az iszonyat jellemzi, amely a nagy német mesterek, például Albrecht Dürer képein tapasztalható.
A Simplicissimus egész műfaj ősévé lett. Magának Grimmelshausen is folytatnia kellett a történetet, és hatására több európai országban is keletkeztek hasonló kalandos regények.
A regény mellékszereplőinek egyike egy Kurázsi nevű markotányosnő. Bertolt Brecht 1938-39-es Kurázsi mama és gyermekei című drámájának alapötletét Grimmelshausen regénye adta. Brecht művének cselekménye szintén a harmincéves háború időszaka, viszont nála a háború egyetemes természetén van a hangsúly.

## Magyarul
- A kalandos Simplicissimus, 1-2.; ford. Háy Gyula, utószó, jegyz. Pók Lajos; Magyar Helikon, Bp., 1964

## Magyar Simplicissimus
A magyar Simplicissimus, eredeti címén Ungarischer oder Dacianischer Simplicissimus először 1683-ban jelent meg, írója Daniel Speer barokk zenész volt. A Magyar Simplicissimus első teljes kiadása magyarul 1956-ban jelent meg. Fordította a Nemzeti Múzeum egykori főigazgatója, Varjú Elemér.
- Magyar Simplicissimus; szerk., bev. Turóczi-Trostler József, ford. Varjú Elemér, jegyz. Benda Kálmán, ill. Varjú Domokos; Művelt Nép, Bp., 1956 (Aurora)
- Magyar Simplicissimus; bev. Kiss Gy. Csaba, utószó Szakály Ferenc, jegyz. Benda Kálmán, Szakály Ferenc; Felsőmagyarország, Miskolc, 1998 (Felsőmagyarországi Minerva)